# Peridinium volzii

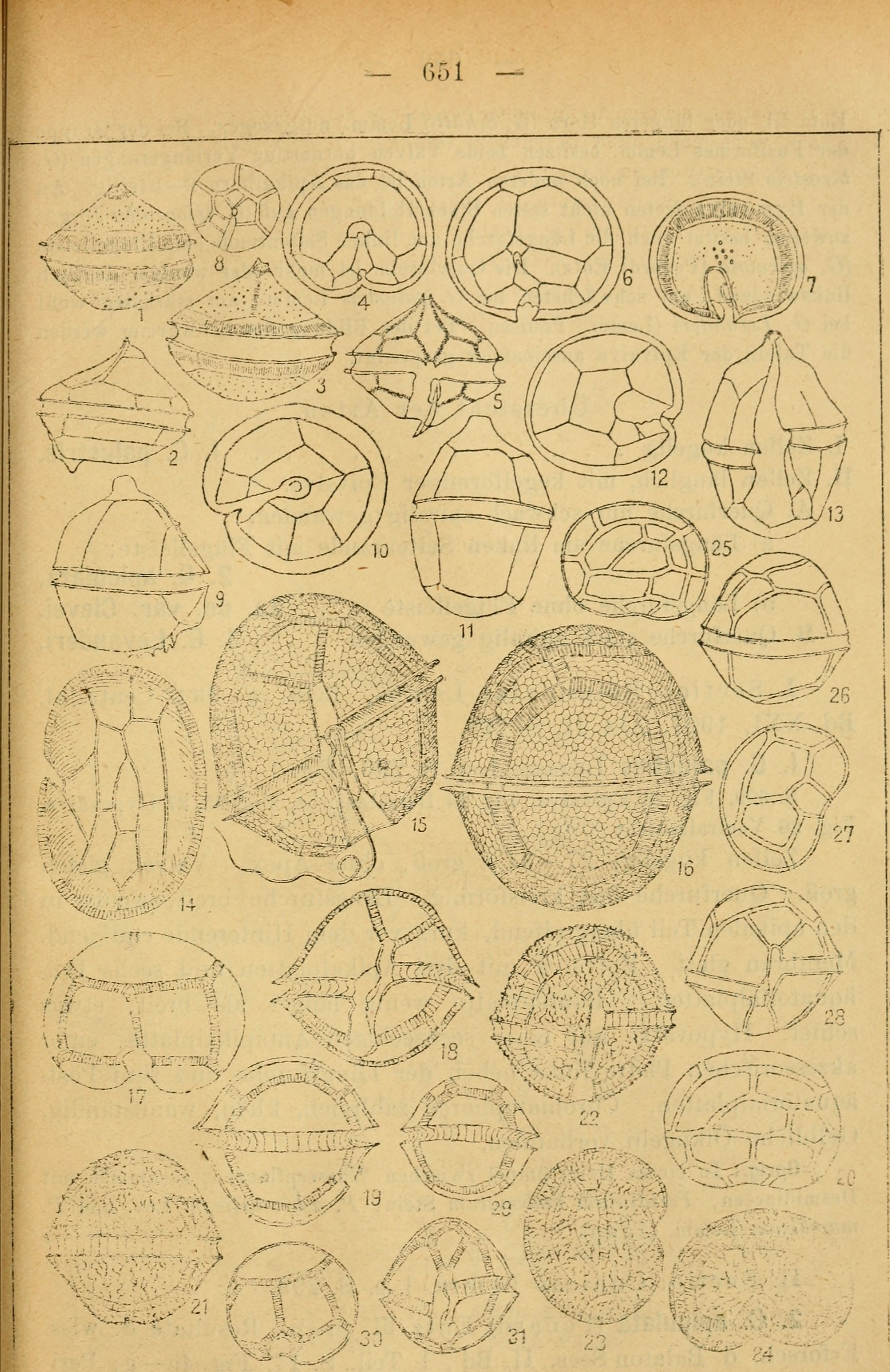
Fragment książki Ernsta Lemmermanna „Algen I. (Schizophyceen, Flagellaten, Peridineen)”. Peridinium volzii var. australe oznaczone numerami 29–31

Peridinium volzii – gatunek bruzdnic występujących w wodach słodkich.

## Budowa
Gatunek jednokomórkowy, dość zmienny morfologicznie. Komórki zwykle mają formę monadalną, czyli uwicioną, ale zdarzają się też osobniki bez wici, czyli kokalne. Mają kształt z grubsza elipsoidalny, nieco spłaszczony grzbietobrzusznie, choć u form kokalnych występuje większa zmienność i możliwy jest kształt kulisty. Ruchliwe komórki z reguły okryte są celulozowym pancerzykiem (teką) o wieczku większym od denka, natomiast kokalne mogą być zarówno opancerzone, jak i nagie. U przedstawicieli rodzaju Peridinium liczba tarczek pancerzyka wygląda następująco: na denku są 2 szczytowe dolne (antapikalne) otoczone 5 okrężnymi tylnymi (postekwatorialnymi), a na wieczku są 4 szczytowe (apikalne) i ewentualnie do trzech tarczek dodatkowych czyli pośrednich (interkalarnych) i 6-7 tarczek okrężnych górnych (preekwatorialnych). Standardowy zapis układu tarczek pancerzyka u tego gatunku to 4′, 3a, 7′′, 5c, 5s, 5′′′, 2′′′′, choć zdarzają się wyjątki i niektóre płytki są ze sobą zlane. Tarczki wieczka są rozłożone z grubsza symetrycznie, choć tarczka szczytowa 4′ jest większa niż szczytowa 2′ – obie sześciokątne, rozdzielając tarczki 1′ i 3′. Tarczka szczytowa 1′ jest mała, romboidalna, natomiast 3′ jest pięciokątna, mniej więcej tak samo wysoka jak szeroka (ewentualnie nieco szersza). Tarczki interkalarne 1a i 3a są pięciokątne, o podobnej wielkości, a 2a jest wydłużona i od nich większa. Tarczka preekwatorialna 4′′ zwykle jest czworokątna i oddzielona od 3′′, ale wyjątkowo może się z nią stykać i być pięciokątna. Tarczki mają wyraźnie siatkowaną ornamentację, a większe tarczki ponadto mają por lub dwa. Bruzda okrężna może być lewoskrętna, przy czym jej spadek sięga 1–2 jej szerokości. Bruzda podłużna wąska, sięgająca po stronie wieczka mniej więcej na wysokość równą szerokości bruzdy okrężnej. Z ich skrzyżowania wyrastają obie wici. Opancerzone osobniki monadalne zwykle mają długość 41–51 µm i szerokość 36–48 µm, natomiast kokalne 39–50 µm długości i 32–45 µm.
Komórki zawierają liczne chloroplasty o barwie od złotej do oliwkowo-brunatnej (u zamierających osobników srebrno szarzejące). U form kokalnych mogą być płatowate. Materiały zapasowe tworzą pomarańczowe do czerwonego skupienie. Brak jest plamki ocznej.

### Gatunki podobne
Podobny układ tarczek ma Peridinium willei. W XX w. trwała dyskusja, czy Peridinium volzii jest gatunkiem od niego odrębnym. 

## Biologia
Procesy płciowe są rzadko obserwowane. Rozmnażanie płciowe, jeżeli występuje, ma formę izogamii heterotalicznej. Komórki pełniące rolę gamet są mniejsze niż 30 µm i są haploidalne, a zygoty maja powyżej 60 µm i są diploidalne. Prawdopodobnie mejoza zachodzi u zygot i typowe komórki są haploidalne. Rozmnażanie bezpłciowe ma formę mitozy, w czasie której macierzysty pancerzyk pęka w swoisty dla gatunku sposób, od którego mogą zachodzić wyjątki.  

## Ekologia
Gatunek słodkowodny. Element fitoplanktonu. Preferuje wody stojące bogate w wapń, unikając wód polihumusowych. W sezonowej sukcesji planktonu pojawia się od późnej wiosny do lata.
Peridinium volzii stwierdzono w różnych miejscach świata z wyłączeniem Afryki i Antarktydy.

## Systematyka
W literaturze fykologicznej podaje się, że gatunek opisał Ernst Lemmermann w 1905, ale opis taksonomiczny opublikował w 1906. Miejscem typowym jest Singapur, gdyż opisane osobniki pochodziły ze stawów w tamtejszym ogrodzie botanicznym. Nazwę gatunkową volzii Lemmermann wówczas nadał kilku gatunkom glonów, upamiętniając innego biologa, Waltera Volza.
Na początku 2022 r. w serwisie AlgaeBase wyróżniano następujące taksony podrzędne:
- Peridinium volzii f. vancouverense 	(Wailes) M.Lefèvre
- Peridinium volzii var. victoriense 	Unknown authority
- Peridinium volzii var. maeandricum 	(Lauterborn) Moestrup & Calado
- Peridinium volzii f. maeandricum 	(Lauterborn) Er.Lindemann
- Peridinium volzii var. botanicum 	(Playfair) Er.Lindemmann
- Peridinium volzii f. compressum 	(Er.Lindemann) M.Lefèvre
- Peridinium volzii f. 'complexum 	Krakhmalny

Taksony te, jak również wymieniane w innych źródłach, wyróżniane są na podstawie odstępstw morfologicznych od formy typowej. Forma compressum odróżnia się ogólnym kształtem komórki, odmiana maeandricum – ornamentacją, forma cyclicum – kształtem tarczek, forma complexum – dodatkowymi szwami, odmiana maximum – rozmiarem, formy late-intercalatum i latissime-intercalatum – grubością szwów, odmiana betacollineatum – przesunięciem szwów, odmiana simplex – zlaniem tarczek, odmiana australe – proporcjami rozmiarów tarczek, pododmiana guestrowiense subvar. originale – liczbą tarczek.
W XX w. niektórzy eksperci włączali Peridinium volzii do opisanego kilka lat wcześniej Peridinium willei. W XXI w. przeważa pogląd, że są to odrębne gatunki, tworzące grupę Willei w obrębie podrodzaju Cleistoperidinium. 
W 1916 opisano gatunek Peridinium guestrowiense, jednak później powszechnie uznano, że nie ma podstaw do jego wyróżniania i uznano za synonim P. volzii. Dwudziestopierwszowieczne badania genetyczne wskazują, że mogą być podstawy do ponownego wyodrębnienia tego gatunku. Podważono również jednorodność gatunku i odrębność niektórych odmian czy form może przekraczać zakres zwykłej zmienności wewnątrzgatunkowej. Wynika to z faktu, że u europejskich przedstawicieli gatunku brak niektórych cech opisanych u osobników indomalajskich, tworzących holotyp. Z drugiej jednak strony zmienność morfologiczna słabo wiąże się ze zmiennością genetyczną, co oznacza, że nie można w prosty sposób podnieść dotychczas wyróżnianych odmian do rangi gatunku.